# Joslyn James
Joslyn James est une actrice pornographique et une modèle, née Veronika Siwik(-Daniels) le 22 novembre 1977 dans les monts Adirondacks (État de New York, États-Unis). Elle est surtout connue du grand public grâce à une prétendue liaison avec le célèbre golfeur Tiger Woods.

## Biographie
Veronica Siwik est née dans une petite ville des Adirondacks et de l'État de New York, d'une famille d'origine polonaise.
Après l'université, elle est modèle pour divers magazines (Playboy, Hustler, VH1, Celebrity Cheaters, Vanity Fair, Allure Magazine...) et devient immédiatement une star du "divertissement pour adulte", avec des apparitions dans pas moins d'une vingtaine de films.
Elle réside aujourd'hui dans la San Fernando Valley.
À la suite de révélations de Michelle McGee, Mindy Lawton et de l'actrice X Holly Sampson en décembre 2009, c'est Joslyn James qui fait parler d'elle dans la presse people. En présence de son avocate Gloria Allred, elle déclare avoir été enceinte de Tiger Woods à deux reprises, messages du golfeur à l'appui. En 2010, Vivid réalise un film X, "11th Hole" (Onzième trou), sur la vie commune présumée de Tiger et Joslyn James. Mi-juin 2010, un documentaire racontant cette histoire est diffusé sur Channel 4, "Tiger Woods: The Rise and Fall" (Tiger Woods: l'ascension et la chute).

## Filmographie sélective
Téléfilm érotique
Bikini Time Machine (2011) : rôle de Lara
Films pornographiques
- Mélaine et les plans à 3 (2015)
- Plan with Laetitia the piggy horse (2014)
- Busty Office MILFs 3 (2012)
- Busty Babysitters 2 (2011)
- The 11th Hole (2010)
- Mama Fucked A Black Man (2009)
- MILF Blown (2009)
- MILF Internal 7 (2009)
- Porn Star Brides (2008)
- Big Tops 2 (2008)
- Mayhem Explosions 8 (2008)
- M.I.A. (MILFs in Action) (2008)
- Big Breasted Nurses (2007)
- Lex Steele X 9 (2007)
- MILF Worship 4 (2007)
- My First Sex Teacher #12 (2007)
- POV Casting Couch 18 (2007)
- Seymore Butts: Jenna 9.5 (2007)
- Shorty Iz Fuckin' Yo Mama 2 (2007)
- Top Heavy 4 (2007)
- Who's Your Momma? 2 (2007)